# Куш кая
Куш кая е скален масив от непристъпни отвесни камъни, издигащи се върху хребет на височина от 25-30 до 50 m, разположен на 2 km северозападно от с.Вълче поле (Област Хасково).

## Описание и особености
Обектът се намира в източната част на рида Гората. Близо до него в рамките на същия рид от Източните Родопи се намират археологически обекти като Шейновец, Кован кая, Глухите камъни, Света Марина, Ефрем и др. Разположен е на конично възвишение, върху чиито високи части се открояват два големи скални масива. Именно те фланкират от север-североизток и от юг-югозапад територията на археологическия обект. По западната периферия на билната част на Куш кая преминава разсип от камъни - вероятно суха зидария. Северния скален масив е по-висок (денивелацията между върха му и неговото подножие е окло 50 m) и в неговото подножие се намира по-високата част от билото.

## Археологическо проучване
Археологическите разкопки в местността Куш Кая са проведени през месец август 2005 г. от екип от Археологически институт с музей при БАН с ръководители Христо Попов и Станислав Илиев.
Обектът е известен в научните среди от по-ранните публикации и проучванията на Иван Велков и Димчо Аладжов. През 2004 г. по време на теренни обхождания известната за Куш кая информация е актуализирана и разширена, вследствие на което през 2005 г. стартират сондажни археологически проучвания.
В рамките на археологическото проучване са направени три сондажа. Първият от тях с размери 4 на 7 m е разположен непосредствено до стар иманярски изкоп, в който е открито голямо количество керамика с общи хронологически рамки от ранната Желязна епоха до периода на късната Античност. До нива 0,50-0,60 m откриваните в сондажа находки са със смесен контекст (основно материали от Римската епоха с датировка ІІІ-ІV в., Елинистическия период ІІІ-І век пр. Хр. и голямо количество материали от ранната Желязна епоха, втора фаза VІІІ-VІ век пр. Хр. – очевидно от нарушени от по-късното обитаване на стратиграфски пластове).
След достигането на механични пластове на 0,50-0,60 m от повърхността археолозите започват работа в хомогенен стратиграфски пласт с материали изцяло от Ранната желязна епоха. В някои от частите на сондажа пластовете от ранната Желязна епоха са „запечатани“ от нападали големи скални късове. Под тях в западната част на сондажа са проучени части от жилище. От неговата конструкция са запазени части от глинобитно подово ниво и цокъл от големи камъни подредени в дъга, тъй като вероятно жилището е имало овален план на две от стените. Жилището попада под скалните обрушвания и вероятно обитаването в него и в този участък от селището е прекъснат вследствие на някакъв природен катаклизъм. Материалите от жилището хронологически се отнасят към втората фаза на Ранната желязна епоха (VІІІ-VІ в. пр. Хр.). Освен керамичния материал в него са разкрити и редица находки – печати за нанасяне на щемпелувана украса върху керамични съдове, фрагментирани глинени антропоморфни фигурки, бронзова игла и др. Самото жилище стъпва върху по-ранен стратиграфски пласт, който също се отнася към втората фаза на Ранната желязна епоха. След проучването на този пласт е достигнато до стерилен терен. Като равносметка общата дебелина на културните напластявания в сондаж 1 (както на смесените, така и на хомогенните пластове) достига 1,20-1,30 м.
Сондаж е заложен и в подножието на големия скален масив в северните части на обекта. Непосредствено след отнемането на хумусния пласт, археолозите откриват малко количество смесени материали от различните периоди на обитаване на обекта и бе достигат до структури, принадлежащи на жилище от късната Бронзова епоха (подово ниво, замазка, части от стенни мазилки с пластична украса, отпадъчна яма и др.). Жилището вероятно е горяло, тъй като културният пласт е примесен с пепел. Керамичният материал представя основните форми (както груба, така и по-фина трапезна керамика) и начини на украса, познати от проучването на други обекти от района на средното течение на р.Марица и Източните Родопи.
От гледна точка на общите характеристики на обекта може да се каже, че той обхваща площ от не по-малко от 25 декара и е бил е обитаван през сравнително дълги периоди от време от време, като най-силен интензитет на обитаването може да бъде установен за периодите на Късната бронзова и Ранната желязна епоха. Археолозите интерпретират обекта като укрепено селище, съдейки по проучените структури и дебелината на културните напластявания. В същото време откритите в голямото количество иманярски изкопи материали принадлежали към по-късни периоди (късна Желязна епоха, Римска императорска епоха, късна Античност) дават основание да се предполага, че при бъдещи проучвания фиксираните хронологически граници на обитаване ще бъдат значително разширени и прецизирани. Интересна е хоризонталната стратиграфия на селището, тъй като очевидно не навсякъде е налице припокриване и вертикално напластяване на структурите от различните периоди.
В рамките на археометалургичните проучвания на района по време на археологическото проучване са извършени геоложки пробвания под ръководството на ст.н.с. д-р Здравко Цинцов от Централната лаборатория по минералогия и кристалография при БАН. Проби са взети в местностите Куш кая, Кован кая, Дядо Вангельовата нива и Кара Кольовия бунар (Шафрана). В последната са регистрирани следи от активен железодобив, правен на базата на разсипно находище от хематит с много високи стойности на желязо.